# Yuzu
Yuzu (Koreaans:유자, hiragana: ゆず, kanji: 柚子)  (Citrus ×junos) is een citrusvrucht uit het Verre Oosten, die voorkomt in China, Korea en Japan. Het is een hybride, waarschijnlijk door F1-veredeling van de mandarijn met de Citrus cavaleriei (een variant van de papeda).
Yuzu is een kleine onregelmatige vrucht, die qua smaak enigszins lijkt op een citroen, maar ook de smaak van ander citrusfruit in zich heeft. De smaak van yuzu is minder hard en scherp dan van een Europese citroen.
De yuzu is een belangrijk ingrediënt in de Japanse keuken maar wordt weinig los gegeten. In de Koreaanse keuken wordt de yuzu niet alleen als ingrediënt gebruikt maar ook om o.a. thee van te trekken en om siroop van te maken. In Japan wordt op de kortste dag in de winter traditioneel gebadderd in water met yuzu vruchten die langzaam hun aroma vrijgeven.
... · 
C. aurantifolia (limoen) · 
C. aurantium (zure sinaasappel) · 
Citrus aurantium subsp. currassuviencis (laraha) · 
C. bergamia (bergamot) · 
C. ×clementina (clementine) · 
C. hystrix (papeda) · 
C. japonica (Chinese kumquat) · 
C. ×junos (yuzu) · 
C. kinokuni (cherry orange) · 
C. limon (citroen) · 
C. maxima (pompelmoes) · 
C. maxima × paradisi (pomelo) · 
C. medica (sukadeboom) · 
C. ×microcarpa (calamondin) · 
C. ×natsudaidai (amanatsu) · 
C. ×paradisi (grapefruit) · 
C. reshni · 
C. reticulata (mandarijn) · 
C. reticulata × paradisi (ugli) · 
C. reticulata 'Satsuma' (satsuma) · 
C. sinensis (sinaasappel) · 
C. sinensis 'Cara cara' (cara cara) · 
C. ×tangelo (tangelo) · 
...